# Altes Amtsgericht (Cuxhaven)

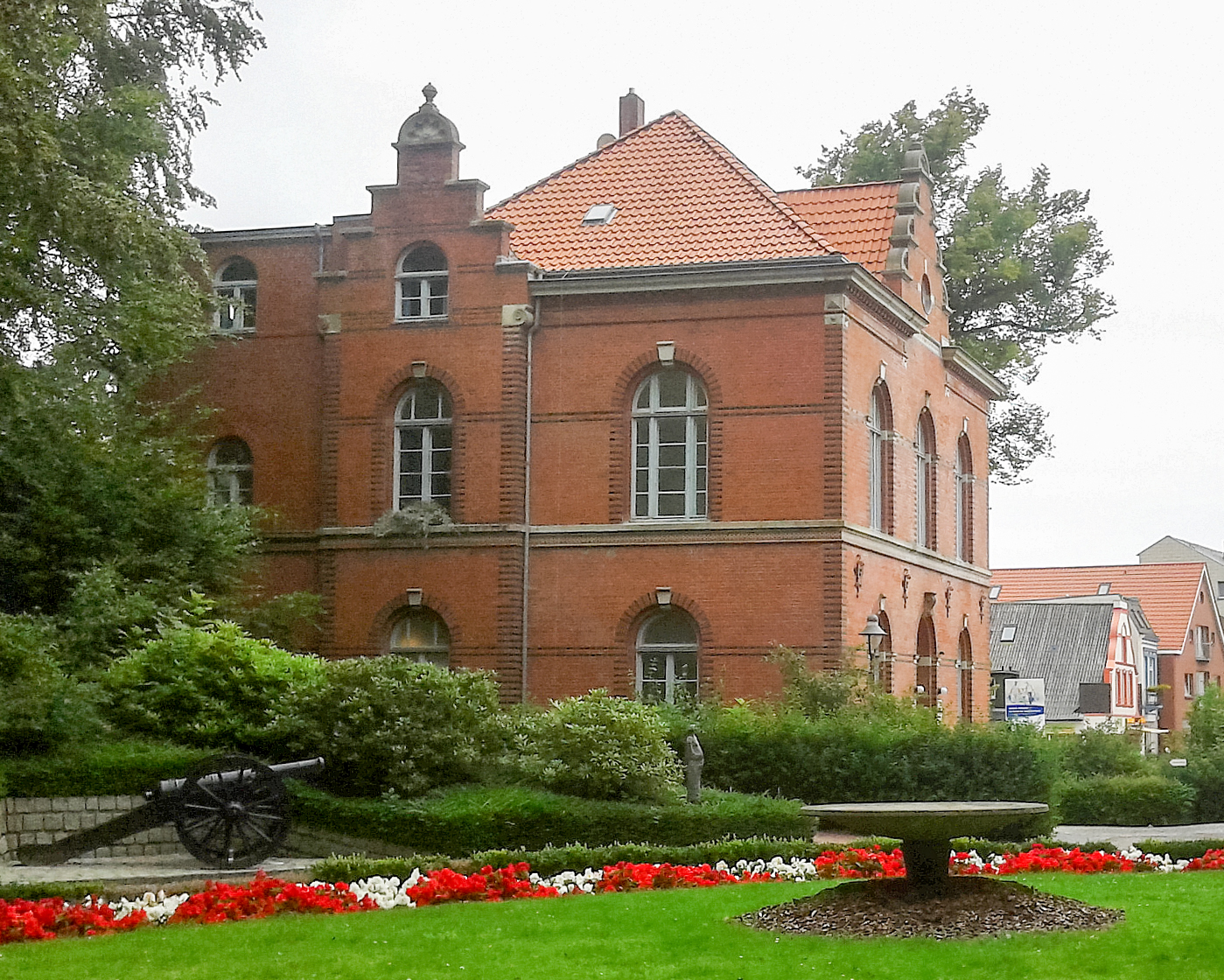
Altes Amtsgericht, heute Künstlerhaus

Das Alte Amtsgericht in Cuxhaven-Ritzebüttel, Schlossgarten 4 / Südersteinstraße, ist seit 1992 das Künstlerhaus im Schlossgarten.
Das Gebäude von 1892 steht unter niedersächsischem Denkmalschutz und ist in der Liste der Baudenkmale in Cuxhaven enthalten.

## Geschichte
1864 erfolgte durch Erlass des „Gesetzes über die Reorganisation in der Verwaltung und Rechtspflege des Amtes Ritzebüttel“ die Trennung von Verwaltung und Gerichtsbarkeit. 
Das zweigeschossige verklinkerte Gebäude wurde 1892 für das Amtsgericht auf Veranlassung des Amtsverwalters Werner und mit Genehmigung der Hamburgischen Bürgerschaft in der Nähe zum Schloss Ritzebüttel errichtet. Die symmetrischer Fassaden wurde gestaltet mit rundbogigen Öffnungen, mittere Giebelrisalite mit geschwungenen Stufengiebeln in der Nord- und Südfassade und über dem Eingang in der Ostfassade ein Dachhaus mit Stufengiebel.
Auf Veranlassung des Amtsverwalters Kaemmerer entstand bis 1904 das neue Gebäude für das Amtsgericht Cuxhaven an der Deichstraße 12a.
Das alte Amtsgerichtsgebäude wurde danach als Amtshaus durch den Amtsverwalter genutzt für alle Verwaltungsaufgaben der Gemeinde bzw. Stadt (Standesamt, Strandamt, Gesindebüro, Dienstbotenkrankenkasse, Archiv). Ab den 1920er Jahren – nach dem Bau des Rathauses Cuxhaven – waren Einwohnermeldeamt, Polizei, Versicherungs- und Armenwesen sowie die Staatliche Kasse in dem Haus untergebracht. Nach der Erweiterung des Rathauses zog 1938 das Ingenieurs- und Vermessungswesen (Katasteramt) in das Gebäude.
Seit Ende 1992 wird das Gebäude als Künstlerhaus im Schlossgarten genutzt. Ein Verein betreibt das Haus mit dem Ziel, „eine Brücke zwischen unseren Gastkünstlern und den Menschen aus dem Landkreis und der Stadt Cuxhaven“ zu bauen. Begabte Absolventen der Kunsthochschulen werden dabei unterstützt und die Gastkünstler können hier ausstellen. Workshops und Vorträge ergänzen die Aktivitäten.